# Grand Prix Campagnolo (Italie)
Le Grand Prix Campagnolo  est une ancienne course cycliste en ligne italienne disputée de 1967 à 1969 en Vénétie. 
L'épreuve se disputait dans la région de Vénétie à Vicence.

## Palmarès
| Année | Vainqueur    | Deuxième          | Troisième           |
| ----- | ------------ | ----------------- | ------------------- |
| 1967  | Marino Basso | Antonio Albonetti | Guido De Rosso      |
| 1968  | Rolf Maurer  | Giuseppe Milioli  | Claudio Michelotto  |
| 1969  | Gianni Motta | Luigi Sgarbozza   | Gianfranco Bianchin |